# Stadion Borg el-ʿArab
Das Stadion Borg el-ʿArab (arabisch إستاد برج العرب, DMG istād burǧ al-ʿarab auch als Egyptian Army Stadium bezeichnet) ist ein Fußballstadion mit Leichtathletikanlage in der ägyptischen Stadt Borg El Arab am Mittelmeer, ca. 50 Kilometer westlich von Alexandria. Die 2007 eingeweihte Sportstätte befindet sich an der Wüstenautobahn zwischen Kairo und Alexandria, etwa zehn Kilometer vom Flughafen Borg El Arab entfernt. Der Fußballverein Smouha SC (Egyptian Premier League) trägt hier seine Heimspiele aus. Auch die ägyptische Fußballnationalmannschaft trägt hier Länderspiele aus. Es ist das größte Stadion des Landes und nach dem Soccer City mit 94.700 Plätzen das zweitgrößte Stadion Afrikas.
Ursprünglich wurde das Stadion als einer von fünf Austragungsorten für die Fußball-Weltmeisterschaft 2010 geplant, für die sich neben Ägypten auch der spätere Sieger Südafrika und Marokko beworben hatten. Geplant und errichtet wurde es vom Ingenieurkorps der Ägyptischen Armee.
Im Jahr 2009 diente die Anlage als Spielort der U-20-Fußball-Weltmeisterschaft. Hier fanden die Eröffnungsfeier und das Eröffnungsspiel zwischen Ägypten und Trinidad und Tobago (4:1) statt.
Im Endspiel des ägyptischen Fußballpokal am 8. August 2016 trafen im Stadion bei beiden Kairoer Clubs al Zamalek SC und al Ahly Kairo (3:1) aufeinander. Am 28. Oktober 2017 fand das Finalhinspiel der CAF Champions League 2017 zwischen al Ahly Kairo und Wydad Casablanca aus Marokko (1:1) im Stadion Borg el-ʿArab statt.

## Galerie

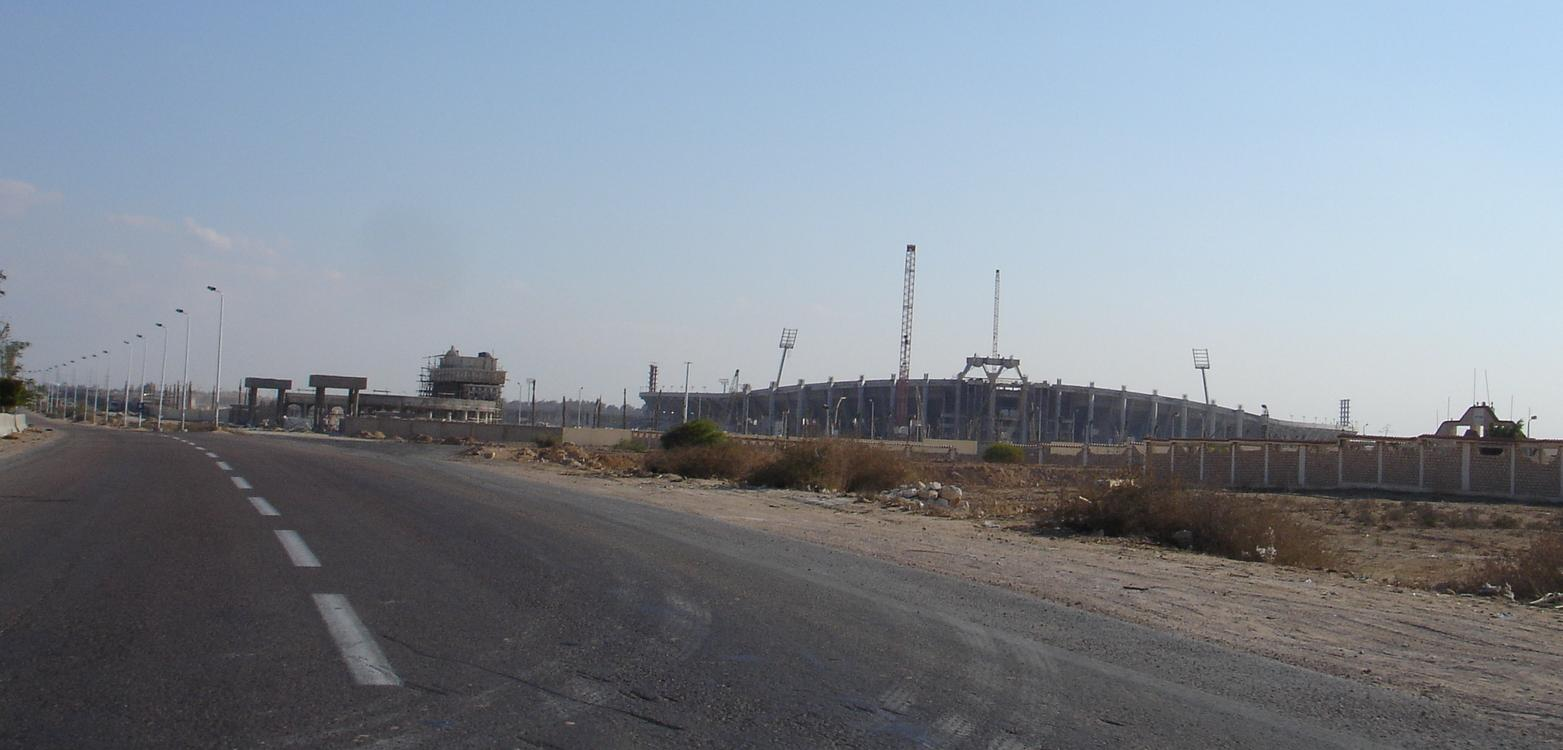
Baustelle im November 2005
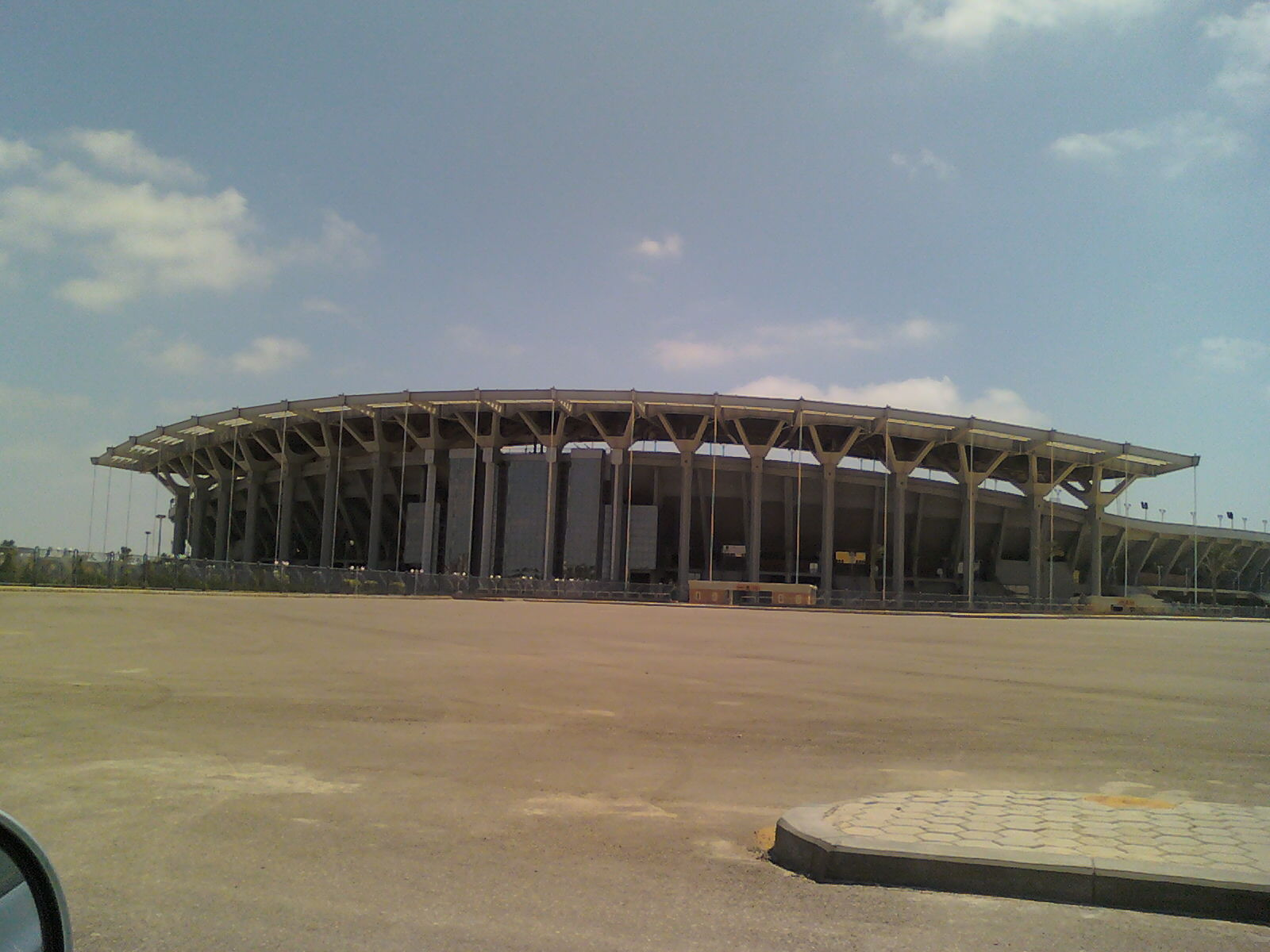
Außenansicht des Stadions (2009)